# ASO Chlef
ASO Chlef is een Algerijnse voetbalclub uit Chlef die in de op een na hoogste Algerijnse voetbalklasse uitkomt. ASO Chlef werd landskampioen in 2011.

## Geschiedenis
De club werd opgericht in 1947 als AS Orléansville, de toenmalige naam van de stad. Na de Algerijnse onafhankelijkheid werd de stadsnaam El-Asnam en werd de naam gewijzigd in Asnam SO. De club werd in 1976 kampioen van de tweede klasse en promoveerde zo voor het eerst naar de hoogste klasse. In 1977 wijzigde de club opnieuw van naam en werd nu Asnam TO en twee jaar later werd het DNC Asnam. Na een zevende en zesde plaats in de eerste twee seizoenen gleed de club weg naar de middenmoot en in seizoen 1980/81 trok de club zich na zes speeldagen terug uit de competitie wegens een zware aardbeving die de stad verwoestte. De club mocht het jaar erop wel terug in de hoogste klasse aantreden, nu als Chlef SO, daar de stad intussen de naam Chlef had aangenomen. De club eindigde laatste en degradeerde. 
Na één seizoen keerde de club terug en werd meteen vijfde. In 1986 en 1987 eindigden ze zelfs op een derde plaats, maar in 1988 volgde een nieuwe degradatie. In 1989 nam de club de huidige naam aan. Pas in 1994 slaagde de club erin terug te keren, maar degradeerde ook meteen weer. In 1998 degradeerde de club zelfs naar de derde klasse. Na twee seizoenen keerde de club terug en in 2002 promoveerden ze opnieuw naar de hoogste klasse. De club eindigde nu regelmatig in de top tien en kon in 2011 zelfs de landstitel veroveren. Vier jaar later volgde echter opnieuw een degradatie. In 2019 promoveerde de club weer. 

## Erelijst
- Algerijns landskampioen (1x)

2011
- Algerijns bekerwinnaar (2x)

2005, 2023